# Frötuna gård
Frötuna gård är en herrgård i Rasbo socken i Uppsala kommun.
Frötuna gård ligger vid Funbosjön. Förutom jord- och skogsbruk bedrives konferensverksamhet på gården.
Huvudbyggnaden uppfördes 1890 av sten i två våningar, restaurerades 1923 och omges av en park.
Frötuna är känt sedan 1200-talet och har bland annat tillhört ätterna Lejonlilja, Björnlår, Soop, Kyle och Ribbing. Gården såldes i mars 1773 till hovmarskalken friherre Charles De Geer. Hans änka, friherrinnan Catharina Charlotta Ribbing, gjorde det 1786 till fideikommiss. Frötuna tillhörde släkten De Geer tills friherre Louis De Geers dotter Marianne tog över gården 1925. Hon var i sitt första äktenskap gift med Oscar II:s sonson greve Carl Oscar Bernadotte. Frötuna ägs sedan 2001 av deras sonson greve Carl Bernadotte och hans hustru Charlotte.